# Alternative Investment Market

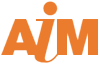
Imagen corporativa AIM

El Alternative Investment Market (AIM) es un submercado de la Bolsa de Londres que permite a compañías pequeñas acceder a los mercados bursátiles y poner en circulación su capital bajo un marco regulatorio más flexible que para el resto de las compañías del mercado principal.
Fue lanzado en 1995 y en él, más de 2.200 empresas han captado casi 24.000 millones de libras.